# Clausocalanus farrani
Clausocalanus farrani is een eenoogkreeftjessoort uit de familie van de Clausocalanidae. De wetenschappelijke naam van de soort is voor het eerst geldig gepubliceerd in 1929 door Sewell.